# Liste der Naturdenkmale in Aspach (bei Backnang)
| Naturdenkmale | Anzahl |
| ------------- | ------ |
| FND           | 40     |
| END           | 8      |
| Gesamt        | 48     |

Die Liste der Naturdenkmale in Aspach nennt die verordneten Naturdenkmale (ND) der im baden-württembergischen Rems-Murr-Kreis liegenden Gemeinde Aspach. In Aspach gibt es insgesamt 48 als Naturdenkmal geschützte Objekte, davon 40 flächenhafte Naturdenkmale (FND) und 8 Einzelgebilde-Naturdenkmal (END).
Stand: 29. Oktober 2016.

## Flächenhafte Naturdenkmale (FND)
| Name                                                              | Bild | Kennung     | Einzelheiten              | Position | Fläche Hektar | Datum         |
| ----------------------------------------------------------------- | ---- | ----------- | ------------------------- | -------- | ------------- | ------------- |
| Artenreicher Waldtrauf mit Streuwiese                             | BW   | 81190870027 | Aspach                    | ⊙        | 0,6           | 31. Dez. 1986 |
| Auenwald und Streuwiese am Krummenbach                            | BW   | 81190870030 | Aspach                    | ⊙        | 1,0           | 31. Dez. 1986 |
| Auwald und Teich am Krähenbach                                    | BW   | 81190080036 | Backnang, Aspach          | ⊙        | 4,8           | 13. Nov. 1992 |
| Doline in der Teufelsklinge                                       |      | 81190870020 | Backnang, Aspach          | ⊙        | 0,6           | 31. Dez. 1986 |
| Feuchtfläche mit Schilfbestand                                    |      | 81190870021 | Aspach                    | ⊙        | 0,1           | 31. Dez. 1986 |
| Feuchtgebiet an der Mündung des Gräbenbachs                       | BW   | 81190870051 | Aspach                    | ⊙        | 0,1           | 13. Nov. 1992 |
| Feuchtgebiet im Heiligental                                       | BW   | 81190870011 | Aspach                    | ⊙        | 0,3           | 31. Dez. 1986 |
| Feuchtgebiet im Talgrund des Forstbaches                          | BW   | 81190870013 | Aspach                    | ⊙        | 2,3           | 31. Dez. 1986 |
| Feuchtgebiet in der Talaue des Allmersbaches                      |      | 81190870016 | Aspach                    | ⊙        | 0,6           | 31. Dez. 1986 |
| Feuchtgebiet „Langer Sumpf“                                       | BW   | 81180490029 | Marbach am Neckar, Aspach | ⊙        | 0,5           | 6. Juli 1988  |
| Feuchtgebiet mit Tümpeln im Heiligental                           | BW   | 81190870009 | Aspach                    | ⊙        | 0,4           | 31. Dez. 1986 |
| Feuchtgebiet zwischen Sinzenburg und Einöd                        | BW   | 81190870003 | Aspach                    | ⊙        | 0,5           | 31. Dez. 1986 |
| Feuchtwiese am Krähenbach                                         |      | 81190870047 | Aspach                    | ⊙        | 0,5           | 17. Aug. 1981 |
| Feuchtwiesen am Krummenbach                                       | BW   | 81190870024 | Aspach                    | ⊙        | 0,6           | 31. Dez. 1986 |
| Flurgehölz am Weinberg                                            | BW   | 81190870029 | Aspach                    | ⊙        | 0,2           | 31. Dez. 1986 |
| Flurgehölz                                                        | BW   | 81190870036 | Aspach                    | ⊙        | 0,1           | 23. Aug. 1979 |
| Gehölz östlich des Weinbergs                                      | BW   | 81190870033 | Aspach                    | ⊙        | 0,8           | 23. Aug. 1979 |
| Heidegelände und alte Steinbruchwand                              |      | 81190870007 | Aspach                    | ⊙        | 1,1           | 31. Dez. 1986 |
| Hohlweg am Bauernhölzle                                           | BW   | 81190870028 | Aspach                    | ⊙        | 0,1           | 31. Dez. 1986 |
| Hohlweg am Reuthäule                                              | BW   | 81190870012 | Aspach                    | ⊙        | 0,2           | 31. Dez. 1986 |
| Hohlweg mit Flurgehölz                                            | BW   | 81190870010 | Aspach                    | ⊙        | 0,1           | 31. Dez. 1986 |
| Hohlweg                                                           | BW   | 81190870026 | Aspach                    | ⊙        | 0,3           | 31. Dez. 1986 |
| Kleiner Bachlauf mit Feuchtwiesenvegetation                       | BW   | 81190870025 | Aspach                    | ⊙        | 0,3           | 31. Dez. 1986 |
| Klinge und Flurgehölz                                             |      | 81190870017 | Aspach                    | ⊙        | 0,2           | 31. Dez. 1986 |
| Kreuzbrunnen                                                      | BW   | 81190870031 | Aspach                    | ⊙        | 0,3           | 31. Dez. 1986 |
| Mergelgrube am Allmersbacher Weinberg                             | BW   | 81190870049 | Aspach                    | ⊙        | 0,3           | 17. Aug. 1981 |
| Mergelgrube am Weinberg                                           | BW   | 81190870032 | Aspach                    | ⊙        | 0,2           | 31. Dez. 1986 |
| Steilhang und Gehölz am Föhrenberg                                | BW   | 81190870048 | Aspach                    | ⊙        | 0,1           | 17. Aug. 1981 |
| Talstück des Gräbenbachs mit Feuchtwiesen und Amphibienteich      | BW   | 81190870004 | Aspach                    | ⊙        | 0,2           | 31. Dez. 1986 |
| Teich auf der Wartebene                                           |      | 81190870006 | Aspach                    | ⊙        | 1,4           | 31. Dez. 1986 |
| Teich mit großer Schwarzerle                                      | BW   | 81190870046 | Aspach                    | ⊙        | 0,1           | 23. Aug. 1979 |
| Trockenhang im Tal des Gräbenbaches                               | BW   | 81190870005 | Aspach                    | ⊙        | 0,4           | 31. Dez. 1986 |
| Ufergehölz des Wüstenbaches                                       |      | 81190870052 | Aspach                    | ⊙        | 4,4           | 13. Nov. 1992 |
| Verwilderte Obstwiese                                             | BW   | 81190870053 | Aspach                    | ⊙        | 0,2           | 13. Nov. 1992 |
| Vogelschutzgehölz                                                 |      | 81190870018 | Aspach                    | ⊙        | 1,2           | 31. Dez. 1986 |
| Waldwiese im Mönchsgarten                                         |      | 81190870050 | Aspach                    | ⊙        | 0,7           | 17. Aug. 1981 |
| Zwei Feuerlöschteiche                                             | BW   | 81190870043 | Aspach                    | ⊙        | 0,2           | 23. Aug. 1979 |
| Zwei Heideflächen am ostwärtigen Steilhang des Allmersbacher Tals | BW   | 81190870015 | Aspach                    | ⊙        | 1,1           | 31. Dez. 1986 |
| Zwei Hohlwege                                                     | BW   | 81190870023 | Aspach                    | ⊙        | 0,6           | 31. Dez. 1986 |
| Zwei Klingen im Forstbachtal                                      | BW   | 81190870014 | Aspach                    | ⊙        | 0,5           | 31. Dez. 1986 |
| Legende für Naturdenkmal                                          |      |             |                           |          |               |               |

## Einzelgebilde (END)
| Name                     | Bild | Kennung     | Einzelheiten                                          | Position | Fläche Hektar | Datum         |
| ------------------------ | ---- | ----------- | ----------------------------------------------------- | -------- | ------------- | ------------- |
| Birke und Eiche          | BW   | 81190870002 | Aspach                                                | ⊙        | 0,0           | 31. Dez. 1986 |
| Eiche bei der Talmühle   |      | 81190870019 | Aspach                                                | ⊙        | 0,0           | 31. Dez. 1986 |
| Eschenahorn              | BW   | 81190870038 | Aspach                                                | ⊙        | 0,0           | 23. Aug. 1979 |
| Linde in Rietenau        | BW   | 81190870041 | Aspach                                                | ⊙        | 0,0           | 23. Aug. 1979 |
| Linde                    | BW   | 81190870045 | Aspach                                                | ⊙        | 0,0           | 23. Aug. 1979 |
| Pyramidenpappel          | BW   | 81190870042 | Aspach Nach aktuellem Orthofoto nicht mehr vorhanden. | ⊙        | 0,0           | 23. Aug. 1979 |
| Roßkastanie              | BW   | 81190870037 | Aspach                                                | ⊙        | 0,0           | 23. Aug. 1979 |
| Roßkastanie              |      | 81190870039 | Aspach                                                | ⊙        | 0,0           | 23. Aug. 1979 |
| Legende für Naturdenkmal |      |             |                                                       |          |               |               |

## Ehemalige Naturdenkmale
| Name                     | Bild | Kennung | Einzelheiten                  | Position | Fläche Hektar | Datum         |
| ------------------------ | ---- | ------- | ----------------------------- | -------- | ------------- | ------------- |
| Nußbaum                  |      |         | Aspach Allmersbach a. W.      | ???      | 0,0           | 23. Aug. 1979 |
| Traubeneiche             |      |         | Aspach Altersberg             | ???      | 0,0           | 23. Aug. 1979 |
| Linde und Blutbuche      |      |         | Aspach an der Kirche Rietenau | ???      | 0,0           | 23. Aug. 1979 |
| Pyramidenpappel          |      |         | Aspach Sinzenburg 24          | ???      | 0,0           | 23. Aug. 1979 |
| Birnbaum                 |      |         | Aspach Völkleshofen           | ???      | 0,0           | 23. Aug. 1979 |
| Linde                    |      |         | Aspach Warthof                | ???      | 0,0           | 23. Aug. 1979 |
| Legende für Naturdenkmal |      |         |                               |          |               |               |